# Oceánský pohár národů
Oceánský pohár národů (anglicky OFC Nations Cup), nebo také Mistrovství Oceánie ve fotbale, je fotbalová soutěž národních týmů Oceánie pořádaná pod hlavičkou asociace Oceania Football Confederation. Tato obdoba Mistrovství Evropy ve fotbale vznikla v roce 1973. Turnaj se koná pravidelně každé čtyři roky od roku 2004. Před tímto rokem se konal každé dva roky a předtím nepravidelně.
Prvních osm ročníků vítězily výhradně týmy Nového Zélandu a Austrálie, prvním a doposud jediným, kdo toto pravidlo porušil, byly Tahiti v roce 2012, což bylo způsobeno i faktem, že se turnaje již neúčastnila Austrálie, která se rozhodla vstoupit do AFC. V roce 2016 však opět zvítězil tým Nového Zélandu, který v roce 2024 titul obhájil.

## Výsledky jednotlivých ročníků
| Ročník       | Hostitel            |             | Finále                           | Finále                           | Finále                           |                                  | O 3. místo                       | O 3. místo                       | O 3. místo                       |
| Ročník       | Hostitel            | Vítěz       | Skóre                            | 2. místo                         | 3. místo                         | Skóre                            | 4. místo                         |                                  |                                  |
| ------------ | ------------------- | ----------- | -------------------------------- | -------------------------------- | -------------------------------- | -------------------------------- | -------------------------------- | -------------------------------- | -------------------------------- |
| 1973 Detaily | Nový Zéland         | Nový Zéland | 2–0                              | Tahiti                           | Nová Kaledonie                   | 2–1                              | Vanuatu                          |                                  |                                  |
| 1980 Detaily | Nová Kaledonie      | Austrálie   | 4–2                              | Tahiti                           | Nová Kaledonie                   | 2–1                              | Fidži                            |                                  |                                  |
| 1996 Detaily | žádné pevné místo   | Austrálie   | 6–0 5–0                          | Tahiti                           | Nový Zéland                      | –                                | Šalomounovy ostrovy              |                                  |                                  |
| 1998 Detaily | Austrálie           | Nový Zéland | 1–0                              | Austrálie                        | Fidži                            | 4–2                              | Tahiti                           |                                  |                                  |
| 2000 Detaily | Tahiti              | Austrálie   | 2–0                              | Nový Zéland                      | Šalomounovy ostrovy              | 2–1                              | Vanuatu                          |                                  |                                  |
| 2002 Detaily | Nový Zéland         | Nový Zéland | 1–0                              | Austrálie                        | Tahiti                           | 1–0                              | Vanuatu                          |                                  |                                  |
| 2004 Detaily | Austrálie           | Austrálie   | 5–1 6–0                          | Šalomounovy ostrovy              | Nový Zéland                      | Tabulka                          | Fidži                            |                                  |                                  |
| 2008 Detaily | žádné pevné místo   | Nový Zéland | Tabulka                          | Nová Kaledonie                   | Fidži                            | Tabulka                          | Vanuatu                          |                                  |                                  |
| 2012 Detaily | Šalomounovy ostrovy | Tahiti      | 1–0                              | Nová Kaledonie                   | Nový Zéland                      | 4-3                              | Šalomounovy ostrovy              |                                  |                                  |
| 2016 Detaily | Papua Nová Guinea   |             | Nový Zéland                      | 0–0 (pen. 4-2)                   | Papua Nová Guinea                |                                  | Nová Kaledonie                   | –                                | Šalomounovy ostrovy              |
| 2020         | Nový Zéland         |             | zrušeno kvůli pandemii covidu-19 | zrušeno kvůli pandemii covidu-19 | zrušeno kvůli pandemii covidu-19 | zrušeno kvůli pandemii covidu-19 | zrušeno kvůli pandemii covidu-19 | zrušeno kvůli pandemii covidu-19 | zrušeno kvůli pandemii covidu-19 |
| 2024 Detaily | Vanuatu             |             | Nový Zéland                      | 3–0                              | Vanuatu                          |                                  | Tahiti                           | 2–1                              | Fidži                            |

## Nejúspěšnější týmy
| Tým                 | Vítěz                                  | 2. místo             | 3. místo             | 4. místo                   |
| ------------------- | -------------------------------------- | -------------------- | -------------------- | -------------------------- |
| Nový Zéland         | 6 (1973, 1998, 2002, 2008, 2016, 2024) | 1 (2000)             | 3 (1996, 2004, 2012) | –                          |
| Austrálie           | 4 (1980, 1996, 2000, 2004)             | 2 (1998, 2002)       | –                    | –                          |
| Tahiti              | 1 (2012)                               | 3 (1973, 1980, 1996) | 1 (2002)             | 2 (1998, 2024)             |
| Nová Kaledonie      | –                                      | 2 (2008, 2012)       | 3 (1973, 1980, 2016) | –                          |
| Šalomounovy ostrovy | –                                      | 1 (2004)             | 1 (2000)             | 3 (1996, 2012, 2016)       |
| Papua Nová Guinea   | –                                      | 1 (2016)             | –                    | –                          |
| Fidži               | –                                      | –                    | 2 (1998, 2008)       | 3 (1980, 2004, 2024)       |
| Vanuatu             | –                                      | –                    | 1 (2024)             | 4 (1973, 2000, 2002, 2008) |